# Club Sportivo Virtus
Il Club Sportivo Virtus, noto più semplicemente come Virtus, fu una società sportiva di Roma fondata nel novembre del 1903.

## Le origini, il derby con la Lazio, la fine
Nata da un dissidio interno alla Lazio, che coinvolse i soci Mesones, Monarchi, Venarucci e Zanchi, nello stesso anno iniziò a praticare il gioco del calcio, sebbene non risulti certa l'avvenuta istituzione di una sezione dedicata. 
I colori sociali del sodalizio erano il bianco e il nero.
Con la squadra biancoceleste, la Virtus dette vita il 15 maggio 1904 in Piazza d'Armi al primo, seppur ufficioso, Derby romano.
Partecipò, inoltre, nel 1907 al Campionato romano. 
Rimase in vita fino al 1909 prima di confluire nella Fortitudo e nell'Alba Roma.

## Rosa del Derby romano del 15 maggio 1904
| N. |                        | Ruolo | Calciatore      |
| -- | ---------------------- | ----- | --------------- |
|    | Italia (bandiera)      | D     | Carlo Venarucci |
|    | Italia (bandiera)      | C     | Ugo Monarchi    |
|    | Italia (bandiera)      | A     | Cammarota       |
|    | Italia (bandiera)      | ?     | Corelli         |
|    | Inghilterra (bandiera) | ?     | Vastmistkof     |